# Tracy Lawrence

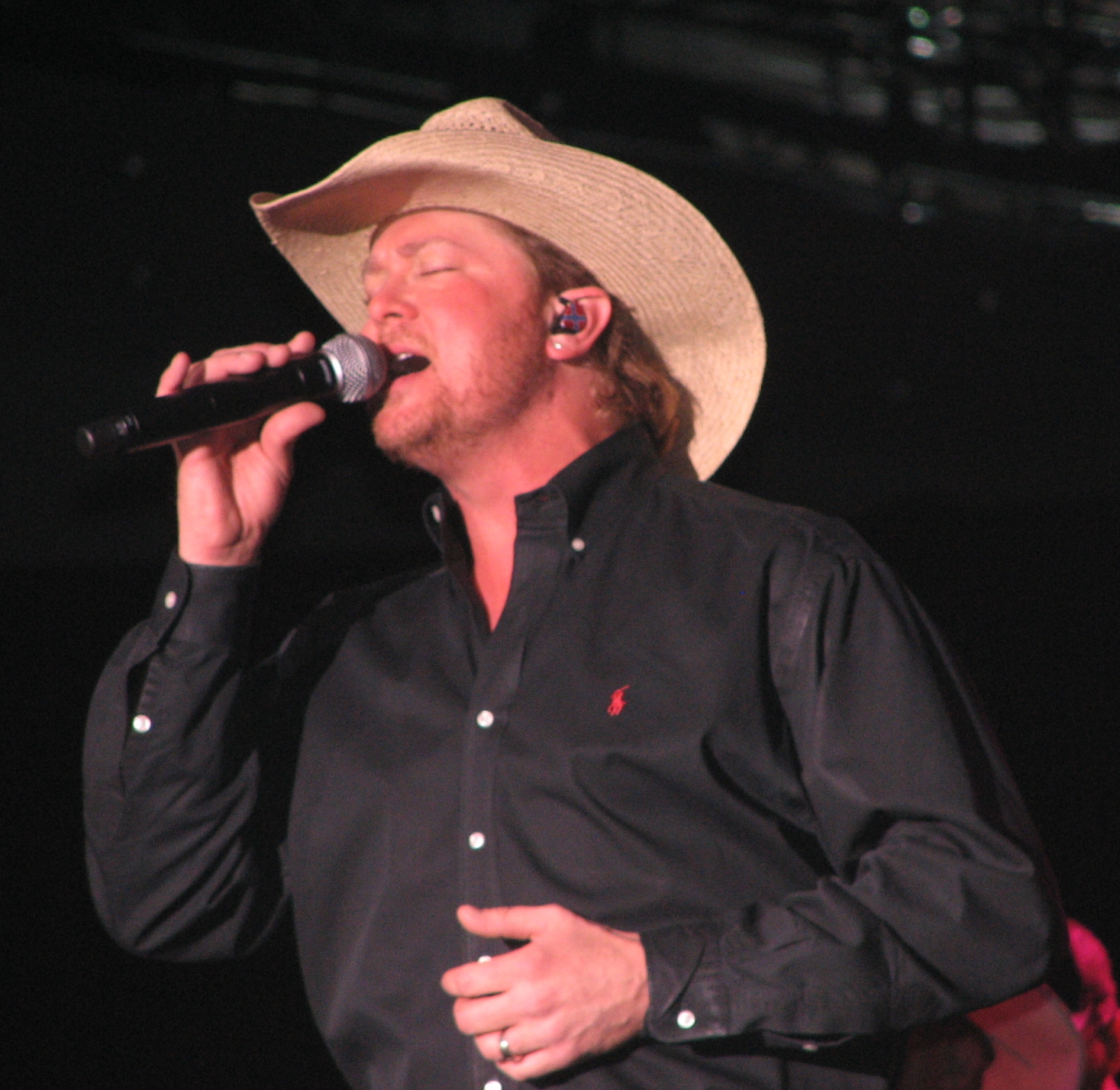
Tracy Lawrence

Tracy Lawrence (* 27. Januar 1968 in Atlanta, Texas) ist ein US-amerikanischer Country-Sänger.

## Leben
Lawrence wuchs in einer kinderreichen Familie im ländlichen Arkansas auf. Er sang im Kirchenchor und lernte Gitarre spielen. 1988 brach er sein College-Studium ab, um als Leadsinger bei einer Band einzusteigen. Zwei Jahre später zog er nach Nashville, um in der dortigen Musik-Szene Fuß zu fassen. Als unbekannter Nachwuchsmusiker musste er sich anfangs mit Gelegenheitsjobs über Wasser halten. Durch erfolgreiche Teilnahmen an Talentwettbewerben verschaffte er sich zusätzliche Einkünfte. Nach wenigen Monaten erhielt er ein Engagement bei einer lokalen Radio-Show. Etwas später schloss er mit dem Atlantic Label einen Schallplattenvertrag ab.

### Karriere
In den ersten Monaten des Jahres 1991 wurde sein Debüt-Album produziert. Am 31. Mai 1991 wurde Lawrence in Begleitung einer Bekannten von drei jugendlichen Straßenräubern überfallen und vierfach angeschossen. Durch diese zusätzliche Publizität erreichte seine erste Single Sticks And Stones in kürzester Zeit Platz eins der Country-Charts. Das gleichnamige Album verkaufte sich über eine Million Mal.
1992 unternahm er umfangreiche Tourneen. In diesem Jahr wurde er mit dem ACM Award des besten Nachwuchsmusikers ausgezeichnet. Sein zweites Album, das 1993 erschienene Alibis erreichte innerhalb kürzester Zeit Platin-Status und 1995 dann Doppelplatin. Drei Single-Auskopplungen schafften Platz eins der Country-Charts. Mit seinem dritten Album I See It Now erreichte er wiederum Platin. Tracy Lawrence erwies sich als ernsthafter Konkurrent der Superstars Garth Brooks, Alan Jackson und George Strait. Mit den Singles Texas Tornado wurden 1995 und mit Time Marches On 1996 weitere Nummer-1-Hits erzielt.
1997 machte er negative Schlagzeilen als ihn seine frischangetraute Ehefrau wegen Körperverletzung anzeigte. Es folgte eine vorübergehende Suspendierung seines Schallplattenvertrags. Bereits Mitte 1998 war er aber wieder in den Hitparaden vertreten. Ab Mitte der 1990er Jahre begann Lawrence als Produzent zu arbeiten. Beteiligte er sich zunächst an der Erstellung eigener Alben, so produzierte er später auch andere Musiker. Lawrence engagiert sich auch bei Wohltätigkeitsveranstaltungen wie „The Annual Better Life Foundation“.
Anfang 2007 kam sein Album „For The Love“ heraus, auf dem ein Duett mit dem „3 Doors Down“ – Sänger Brad Arnold zu finden ist.

## Diskografie

### Alben
| Jahr | Titel                             | Höchstplatzierung, Gesamtwochen, AuszeichnungChartplatzierungen (Jahr, Titel, Platzierungen, Wochen, Auszeichnungen, Anmerkungen) | Höchstplatzierung, Gesamtwochen, AuszeichnungChartplatzierungen (Jahr, Titel, Platzierungen, Wochen, Auszeichnungen, Anmerkungen) | Anmerkungen |
| Jahr | Titel                             | US | Country | Anmerkungen |
| ---- | --------------------------------- | --- | --- | ----------- |
| 1991 | Sticks And Stones                 | US71 Platin · (40 Wo.)US | Country10 (87 Wo.)Country |             |
| 1993 | Alibis                            | US25 ×2Doppelplatin · (48 Wo.)US                                                                                                  | Country5 (71 Wo.)Country |             |
| 1994 | I See It Now                      | US28 Platin · (54 Wo.)US | Country3 (78 Wo.)Country |             |
| 1996 | Time Marches On                   | US25 ×2Doppelplatin · (56 Wo.)US                                                                                                  | Country4 (77 Wo.)Country |             |
| 1997 | The Coast Is Clear                | US45 Gold · (22 Wo.)US | Country4 (47 Wo.)Country |             |
| 2000 | Lessons Learned                   | US69 (6 Wo.)US | Country9 (37 Wo.)Country |             |
| 2001 | Tracy Lawrence                    | US136 (1 Wo.)US | Country13 (13 Wo.)Country |             |
| 2004 | Strong                            | US17 (15 Wo.)US | Country2 (32 Wo.)Country |             |
| 2007 | For The Love                      | US53 (35 Wo.)US | Country6 (74 Wo.)Country |             |
| 2009 | The Rock                          | US104 (2 Wo.)US | Country20 (12 Wo.)Country |             |
| 2013 | Headlights, Taillights and Radios | US124 (1 Wo.)US | Country26 (5 Wo.)Country |             |
| 2017 | Good Ole Days                     | US87 (1 Wo.)US | Country16 (1 Wo.)Country |             |

Weitere Veröffentlichungen
- 2011: The Singer
- 2019: Made in America

### Kompilationen
| Jahr | Titel                            | Höchstplatzierung, Gesamtwochen, AuszeichnungChartplatzierungen (Jahr, Titel, Platzierungen, Wochen, Auszeichnungen, Anmerkungen) | Höchstplatzierung, Gesamtwochen, AuszeichnungChartplatzierungen (Jahr, Titel, Platzierungen, Wochen, Auszeichnungen, Anmerkungen) | Anmerkungen |
| Jahr | Titel                            | US | Country | Anmerkungen |
| ---- | -------------------------------- | --- | --- | ----------- |
| 1998 | The Best of Tracy Lawrence       | US92 Gold · (6 Wo.)US | Country13 (71 Wo.)Country |             |
| 1998 | Then & Now – The Hits Collection | US35 (5 Wo.)US | Country8 (45 Wo.)Country |             |
| 2007 | The Very Best of Tracy Lawrence  | US163 (1 Wo.)US | Country29 (43 Wo.)Country |             |

Weitere Veröffentlichungen
- 2005: Country Classics
- 2006: Rhino Hi-Five: Tracy Lawrence
- 2012: If the World Had a Front Porch
- 2014: Greatest Hits: Evolution

Weihnachtsalben
- 2007: All Wrapped Up in Christmas
- 2018: Frozen in Time

### Livealben
| Jahr | Titel               | Höchstplatzierung, Gesamtwochen, AuszeichnungChartplatzierungen (Jahr, Titel, Platzierungen, Wochen, Auszeichnungen, Anmerkungen) | Höchstplatzierung, Gesamtwochen, AuszeichnungChartplatzierungen (Jahr, Titel, Platzierungen, Wochen, Auszeichnungen, Anmerkungen) | Anmerkungen |
| Jahr | Titel               | US | Country | Anmerkungen |
| ---- | ------------------- | --- | --- | ----------- |
| 1995 | Tracy Lawrence Live | US151 (4 Wo.)US | Country24 (20 Wo.)Country |             |

### Singles
| Jahr | Titel Album                                             | Höchstplatzierung, Gesamtwochen, AuszeichnungChartplatzierungen (Jahr, Titel, Album, Platzierungen, Wochen, Auszeichnungen, Anmerkungen) | Höchstplatzierung, Gesamtwochen, AuszeichnungChartplatzierungen (Jahr, Titel, Album, Platzierungen, Wochen, Auszeichnungen, Anmerkungen) | Anmerkungen                      |
| Jahr | Titel Album                                             | US | Country | Anmerkungen                      |
| --- | ------------------------------------------------------- | --- | --- | -------------------------------- |
| 1991 | Sticks and Stones                                       | — | Country1 (20 Wo.)Country |                                  |
| 1992 | Today’s Lonely Fool Sticks and Stones                   | — | Country3 (20 Wo.)Country |                                  |
| 1992 | Runnin’ Behind Sticks and Stones                        | — | Country4 (20 Wo.)Country |                                  |
| 1992 | Somebody Paints the Wall Sticks and Stones              | — | Country8 (20 Wo.)Country |                                  |
| 1993 | Alibis                                                  | US72 (12 Wo.)US | Country1 (20 Wo.)Country |                                  |
| 1993 | Can’t Break It to My Heart Alibis                       | — | Country1 (20 Wo.)Country |                                  |
| 1993 | My Second Home Alibis                                   | — | Country1 (20 Wo.)Country |                                  |
| 1994 | If the Good Die Young Alibis                            | — | Country1 (20 Wo.)Country |                                  |
| 1994 | Renegades, Rebels and Rogues Maverick O.S.T.            | — | Country7 (20 Wo.)Country |                                  |
| 1994 | I See It Now                                            | US84 (9 Wo.)US | Country2 (20 Wo.)Country |                                  |
| 1994 | As Any Fool Can See I See It Now                        | — | Country2 (20 Wo.)Country |                                  |
| 1995 | Texas Tornado I See It Now                              | — | Country1 (20 Wo.)Country |                                  |
| 1995 | If the World Had a Front Porch I See It Now             | — | Country2 (20 Wo.)Country |                                  |
| 1995 | If You Loved Me Time Marches On                         | — | Country4 (20 Wo.)Country |                                  |
| 1996 | Time Marches On                                         | — | Country1 (20 Wo.)Country |                                  |
| 1996 | Stars over Texas Time Marches On                        | — | Country2 (20 Wo.)Country |                                  |
| 1996 | Is That a Tear Time Marches On                          | — | Country2 (20 Wo.)Country |                                  |
| 1997 | Better Man, Better Off The Coast Is Clear               | — | Country2 (20 Wo.)Country |                                  |
| 1997 | How a Cowgirl Says Goodbye The Coast Is Clear           | — | Country4 (20 Wo.)Country |                                  |
| 1997 | The Coast Is Clear                                      | — | Country26 (13 Wo.)Country |                                  |
| 1998 | While You Sleep The Coast Is Clear                      | — | Country46 (8 Wo.)Country |                                  |
| 1999 | Lessons Learned                                         | US40 (20 Wo.)US | Country3 (29 Wo.)Country |                                  |
| 2000 | Lonely Lessons Learned                                  | — | Country18 (21 Wo.)Country |                                  |
| 2001 | Unforgiven Lessons Learned                              | — | Country35 (12 Wo.)Country |                                  |
| 2001 | Life Don’t Have to Be So Hard Tracy Lawrence            | — | Country36 (15 Wo.)Country |                                  |
| 2002 | What a Memory Tracy Lawrence                            | — | Country53 (7 Wo.)Country |                                  |
| 2003 | Paint Me a Birmingham Strong                            | US42 (16 Wo.)US | Country4 (32 Wo.)Country |                                  |
| 2004 | It’s All How You Look at It Strong                      | — | Country36 (13 Wo.)Country |                                  |
| 2004 | Sawdust on Her Halo Strong                              | — | Country46 (7 Wo.)Country |                                  |
| 2005 | Used to the Pain Then & Now: The Hits Collection        | — | Country35 (19 Wo.)Country |                                  |
| 2006 | If I Don’t Make It Back Then & Now: The Hits Collection | — | Country42 (20 Wo.)Country |                                  |
| 2006 | Find Out Who Your Friends Are For the Love              | US61 (20 Wo.)US | Country1 (44 Wo.)Country | feat. Tim McGraw & Kenny Chesney |
| 2007 | Til I Was a Daddy Too For the Love                      | — | Country32 (22 Wo.)Country |                                  |
| 2008 | You Can’t Hide Redneck For the Love                     | — | Country56 (4 Wo.)Country |                                  |
| 2009 | Up to Him The Rock                                      | — | Country47 (20 Wo.)Country |                                  |
| Folgende Lieder erschienen nicht als Single, wurden aber durch das Album zum Download und Streaming bereitgestellt und konnten somit eine Platzierung erlangen: |                                                         | | |                                  |
| |                                                         | | |                                  |
| 2008 | All Wrapped Up in Christmas                             | — | Country57 (1 Wo.)Country |                                  |

Weitere Veröffentlichungen
- 1999: I’ll Never Pass This Way Again
- 2012: Pills
- 2012: Saturday in the South
- 2012: Stop Drop and Roll
- 2013: Footprints on the Moon
- 2014: Lie
- 2014: Blacktop
- 2019: Made in America

### Gastbeiträge
| Jahr | Titel Album | Höchstplatzierung, Gesamtwochen, AuszeichnungChartplatzierungen (Jahr, Titel, Album, Platzierungen, Wochen, Auszeichnungen, Anmerkungen) | Höchstplatzierung, Gesamtwochen, AuszeichnungChartplatzierungen (Jahr, Titel, Album, Platzierungen, Wochen, Auszeichnungen, Anmerkungen) | Anmerkungen                                         |
| Jahr | Titel Album | US | Country | Anmerkungen                                         |
| ---- | ----------- | --- | --- | --------------------------------------------------- |
| 1996 | Hope        | — | Country57 (… Wo.)Country | als Teil von Hope: Country Music’s Quest for a Cure |